# Subsecretaría
Una subsecretaría o viceministerio es el nivel administrativo y político inmediatamente inferior de un ministerio o secretaría de Estado. Tiene a su cargo las labores administrativas, técnicas y la coordinación o vinculación del ministerio con los servicios públicos u otros organismos estatales.
Es dirigida por un subsecretario o viceministro, cargo que, por regla general, es de confianza política y cuyo nombramiento o remoción depende del jefe de gobierno. Dentro de la jerarquía administrativa, suele ser un puesto inmediatamente inferior al de ministro o secretario de Estado, y en determinadas circunstancias asume las funciones de este. Puede decirse que su relación con respecto al ministro es equivalente a la que existe entre el vicepresidente y el presidente.